# Charles Armand Septime de Faÿ de La Tour-Maubourg
Charles Armande Septime de Faÿ de La Tour-Maubourg, född 21 juli 1801 i Passy, död 18 april 1845 i Marseille, var en fransk greve. Han var till Charles César de Faÿ de La Tour-Maubourg. 
de La Tour-Maubourg utmärkte sig för stor diplomatisk skicklighet som sändebud i Bryssel, Madrid och Rom samt erhöll 1841 pärsvärdighet.